# Jacques Monod
Jacques Lucien Monod (Parigi, 9 febbraio 1910 – Cannes, 31 maggio 1976) è stato un biologo e filosofo francese, vincitore del Premio Nobel per la medicina nel 1965.
Ricevette numerose altre onorificenze e distinzioni, tra le quali la medaglia della Legion d'onore. Ha inoltre partecipato alla resistenza francese al nazismo durante la seconda guerra mondiale.

## Biografia
Nato a Parigi da una famiglia protestante della borghesia medio-alta francese, riceve dai genitori un'educazione dalle ampie basi culturali. Tutta la famiglia Monod si trasferisce da Parigi a Cannes, dove Jacques compie i propri studi iniziali. La madre, statunitense, gli insegna subito a parlare un inglese perfetto. Il padre, storico dell'arte e pittore, era uomo di vasta cultura e musicista dilettante. Convinto darwiniano, impartisce al ragazzo una cultura laica e anticonformista. Jacques apprende a suonare il violoncello e l'amore per la musica lo accompagnerà sino alla morte. Ottenuto il baccalaureato nel 1928, egli si laurea poi a Parigi in scienze biologiche nel 1931, e si avvia subito all'attività di ricercatore in biologia e zoologia.
Nel 1936 va negli USA a perfezionarsi e rimane un anno al California Institute of Technology, sotto la guida di Thomas Hunt Morgan. Rientra a Parigi nel 1937 e consegue nel 1941 il dottorato in biologia, rituffandosi nella ricerca nell'ambito della Sorbona. Scopre il fenomeno della doppia crescita (diauxia) di colture batteriche poste in miscele differenti di zuccheri. Attivo nella Resistenza francese sin dal 1941, dopo un'irruzione della Gestapo alla Sorbona per sospette attività clandestine, viene invitato dall'amico André Lwoff (anch'egli partigiano) a lavorare all'Institut Pasteur. Nel 1943 s'iscrive al Partito Comunista Francese, che però abbandona nel 1945 deluso dai metodi antidemocratici usati e dalla sudditanza all'URSS.
Al Pasteur prosegue, in collaborazione con Lwoff, le sue ricerche sull'Escherichia coli, un batterio che egli utilizzerà costantemente per i suoi esperimenti. Una svolta importante nella sua carriera avviene quando scopre che un "mutante casuale" del batterio è in grado di digerire il lattosio, mentre la specie originaria non lo è. La metabolizzazione di tale zucchero richiede la produzione e l'attivazione di un corredo enzimatico che il mutante è riuscito a generare ed acquisire in proprio. Sarà questo il punto di partenza di una serie di nuove scoperte sul ruolo del DNA nella trasmissione dei caratteri ereditari e delle capacità di vita e adattamento di un essere vivente. Seguono una serie di scoperte biochimiche relative ai meccanismi delle sintesi proteiche e l'elaborazione di un nuovo quadro biologico circa la sussistenza e l'adattamento dei batteri.
Nel 1945 diventa capo di laboratorio al Pasteur e a partire dal 1953 è direttore del nuovo Dipartimento di biochimica cellulare. È in questa veste che Monod rivoluziona il modo di vedere le strutture viventi sottraendole ad ogni scoria metafisica. Sono infatti meccanismi biochimici spesso casuali a determinare la struttura del vivente. A poco a poco Monod, uomo di profonda cultura umanistica (era anche musicista e direttore di gruppi corali), è indotto a riflessioni filosofiche sulla realtà della vita che lo porteranno a scrivere il saggio Il caso e la necessità del 1970.
Avviata la collaborazione con François Jacob oltre che quella con Lwoff, nel 1963 i tre possono annunciare la definizione della "teoria dell'operone", quella che porterà al premio Nobel due anni dopo. Si tratta di una teoria che spiega molti fenomeni nella vita dei batteri, che nello stesso tempo fornisce anche nuove linee di ricerca sulle differenze embrionali dei pluricellulari. L'"operone" è un sistema di geni che si autoregolano in maniera coordinata. L'organizzazione sinergica di geni differenti è uno degli aspetti basilari nella regolazione genica dei procarioti. L'operone genera infatti sequenze specifiche, dei "siti di controllo", che regolano i fattori all'interno dell'operone.
Acquisita fama e stima, con Jacob, per le ricerche sull'operone lattosio (operone lac), seguono gli studi sul controllo dell'operone lac, fornendo il primo esempio di un sistema di regolazione della trascrizione genetica. Monod suggerisce poi anche l'esistenza di molecole mRNA che fanno da collegamento tra l'informazione contenuta nel DNA e quella espressa nelle proteine.
Il sistema sperimentale usato da Jacob e Monod era, come detto, un batterio assolutamente comune come Escherichia coli, ma i concetti basilari della regolazione che furono scoperti da Jacob e Monod sono fondamentali alla regolazione cellulare per tutti gli organismi. L'idea di fondo è che E. coli non spreca energia producendo uno specifico enzima se non c'è necessità di metabolizzare il lattosio, ad esempio quando sono disponibili altri zuccheri come il glucosio. Questo concetto è chiamato "regolazione negativa del gene".
Diventato uomo pubblico di larga fama internazionale, nel 1967 è nominato ordinario di biologia molecolare al Collège de France. La lezione inaugurale del novembre gli offre l'occasione di rendere pubblica la sua filosofia della vita in termini di etica della conoscenza, che si affianca alla visione gnoseologica e ontologica poi espressa nel già citato Il caso e la necessità. Nel 1971 diventa direttore generale dell'Institut Pasteur. Jacques Monod muore a Cannes, dopo una lunga e implacabile malattia (leucemia), il 31 maggio 1976. È sepolto nella tomba di famiglia nel Cimetière du Grand Jas di Cannes.

## Opera scientifica
Del lavoro scientifico di Monod abbiamo già fatto cenno, ma per un'esauriente documentazione bisogna accostare le numerosissime pubblicazioni scientifiche apparse sulle testate specializzate, che costellano tutta la vita lavorativa di Monod. Ciò che si deve sottolineare è che con lui la scienza biologica cambia volto e si integra strettamente con la sua filosofia, qualitativamente importante quantunque da un punto di vista quantitativo assai scarsa.
Jacques Monod ha pubblicato nel 1970 il celebre Il caso e la necessità. Nel saggio egli illustra le conseguenze filosofiche delle ultime scoperte della biologia molecolare e della genetica in una prospettiva totalmente nuova del rapporto tra il caso e la necessità sotto il profilo ontologico. Per lui la biologia scientifica si è sviluppata basandosi su un "postulato di oggettività" e questo postulato, che costituisce la base di ogni scienza positiva, esclude che i fenomeni della natura possano essere spiegati facendo riferimento a un qualche "progetto" o "fine" intrinseco nella natura, dato che "progetto" e "fine" implicano un dio. Essi sono dimensioni del pensiero umano e non proprietà delle cose, perciò la biologia vede nella "teleonomia" degli esseri viventi un modo di assicurare la propria conservazione. Per la scienza moderna, però, è la mutazione genetica all'origine dell'ontologia dell'essere vivente, mentre la mutazione è frutto del caso.
La biologia molecolare basa i propri procedimenti su quelli della fisica e su tali basi si è scoperto che le cause della costruzione dell'organismo sono le proteine e che l'organismo è una macchina chimica che si costruisce da sé. Ne deriva dunque che il caso è la legge fondamentale che regola la combinazione delle proteine e la loro struttura. Se il caso è l'unica spiegazione delle alterazioni accidentali delle sequenze di polinucleotidi che formano il codice genetico, allora ne segue che il caso è l'unica fonte di qualsiasi novità biologica, di qualsiasi mutazione del DNA (che costituisce il codice genetico) e quindi di qualsiasi "creazione" nella biosfera. D'altra parte, le alterazioni casuali vengono conservate, riprodotte e moltiplicate dall'organismo secondo la ferrea necessità della teleonomia e della invarianza.

### Opere di Jacques Monod
- Jacques Monod, Il caso e la necessità [Le hasard et la nécessité], collana Oscar Saggi, traduzione di Anna Busi, Milano, Mondadori Libri S.p.A., 2016  [1970], ISBN 9788804671374.
- Jacques Monod, Per un'etica della conoscenza [Pour une éthique de la connaissance], a cura di Bernardino Fantini, collana Saggi scientifici, traduzione di Fiamma Bianchi Bandinelli, Torino, Bollati Boringhieri, 1990  [1988], ISBN 9788833905525.
- Jacques Monod e François Jacob, General conclusions: teleonomic mechanisms in cellular metabolism, growth, and differentiation, in Cold Spring Harbor Symposium on Quantitative Biology, vol. 26, 1961,  pp. 306-329.
- J. Monod, Le frontiere della biologia, in AA.VV., La biologia molecolare. Storia e ricerca, Newton Compton, Roma 1977, p. 33-47.
- J. Monod, J. Changeux e F. Jacob, Allosteric proteins and cellular control system, Journal of molecular biology, 6, (1963) p. 306-329.